# ホンダ・CB1000スーパーフォア
CB1000 SUPER FOUR(シービーせんスーパーフォア)は、本田技研工業が1992年から1998年に製造販売した、同社のCBシリーズに属する排気量1000ccクラスのオートバイである。

## 概要
型式名SC30。1991年に開催された第29回東京モーターショーへ参考出品後、1992年に同社のCBシリーズフラッグシップモデルとして発売されたネイキッドタイプのオートバイである。
1998年3月に後継となるCB1300スーパーフォアにモデルチェンジされ製造販売が終了した。
開発の経緯

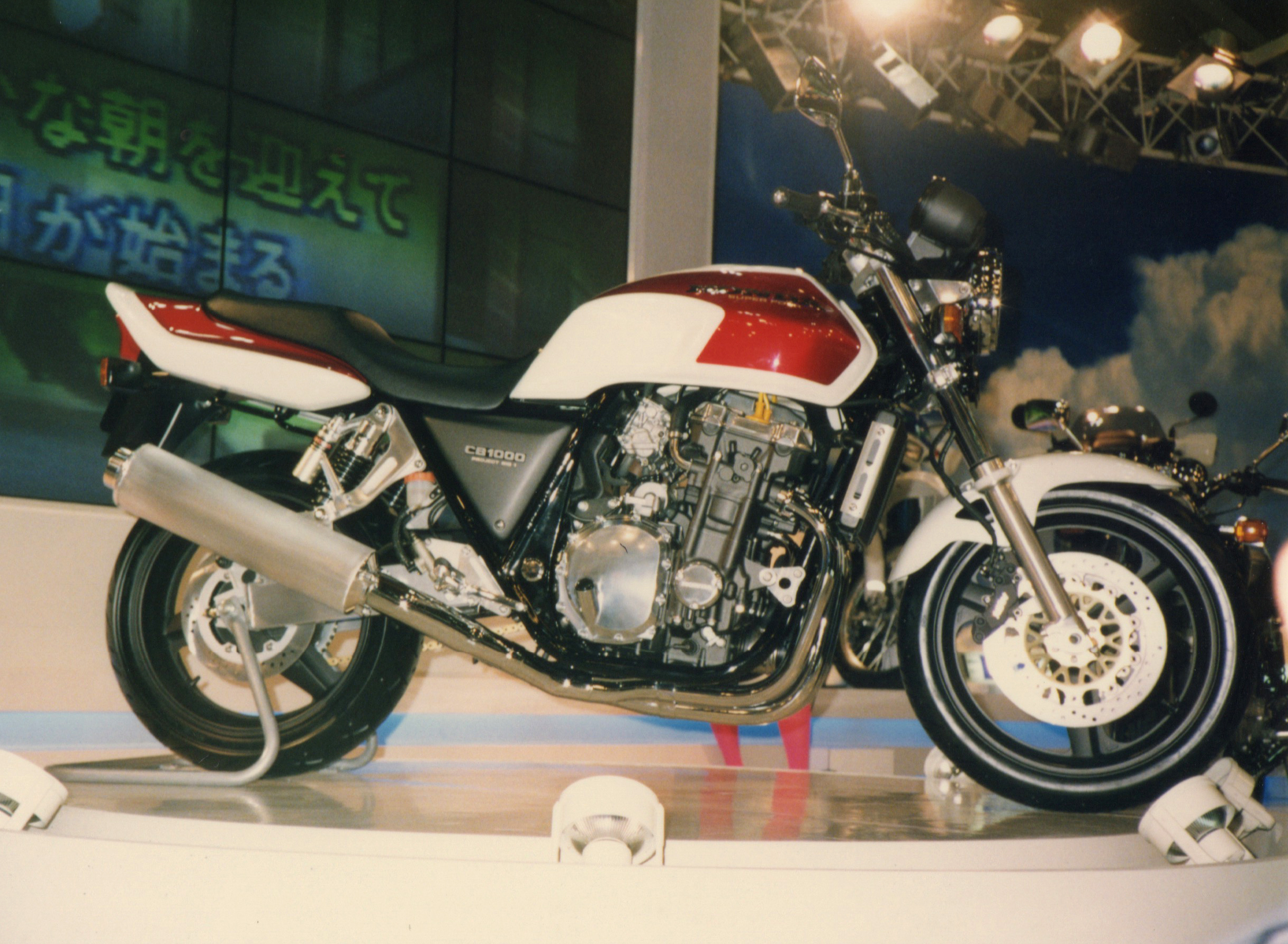
第29回東京モーターショーでの展示

1987年に全自動二輪車登録台数119万9千台中750cc超クラスは12.4%の14万9千台を占めていたのに対し、1992年には122万台中21.3%にあたる26万台にまで成長するものと推測され、ビッグバイクへの人気の高まりは、日本の自動二輪市場の成熟とともにステイタス性の高い750cc超クラスへの憧れを持ったユーザーが増えてきたことの表れと考えられていた。
一方で1989年にCBシリーズに憧れていた社内デザイナーが、独断でクレイモデルを作り始めた。当初は奇異の目で見られていたが、日が経つにつれ目を留める者が増えていったことから、本田技研工業ではCBシリーズ次世代フラッグシップモデルを従来のバイク創りとは異なったアプローチで進め、自らCBファンでもある開発スタッフにとってもステイタスとしての価値を充分に認める理想のバイク像の追求からスタートしたPROJECT BIG-1コンセプトに基づいて開発されたのが、本モデルならびに1992年4月に発売されたCB400スーパーフォアである。
車両解説
容量23Lの大型ガソリンタンクや幅広ハンドルによる大型な車体を持つ丸型断面鋼管のダブルクレードル形式フレームを採用するが、スイングアームなどにアルミニウム素材を使用するなど軽量化も考慮された。このため実際に走らせると意外なまでの軽快性を発揮する。
エンジンはSC24型CBR1000Fに搭載されていた排気量998㏄のSC21E型水冷4ストローク4バルブDOHC4気筒エンジンを日常使用する機会の多い中低回転域での特性を重視し最高出力93ps/8,500rpm・最大トルク8.6kgf・m/6,000rpmへデチューンしたSC30E型を搭載する。
フロントサスペンションは43mm径のインナーチューブを持つテレスコピック式、リヤサスペンションはリザーバータンク付ダンパーを採用する。
ホイールは前後輪ともに18インチ中空3本スポーク式アルミホイールを装着。タイヤサイズは前輪が120/70-R18、後輪が170/60-R18である。
また全年式を通じで生産された白ｘ赤塗装は非常に手間が掛かっており、以下の塗装工程は以下のようになっている。
- 全体をキャンディレッドで塗装する
- キャンディレッドを残す部分をマスキングし他を全て一旦剥離する
- マスキングはそのままで剥離した部分をパールホワイトで塗装する
- 全体にクリアを吹いて仕上げる

このため塗装境界面段差はキャンディレッド部分の方が低い。また後継のCB1300シリーズではキャンディレッドを塗装ではなくシート貼り付けとしたため大幅なコストダウンとなった。

## 遍歴
1992年11月10日発表、同月24日発売
1993年モデルモデル。ボディカラーは白x赤・黒x銀のツートンを採用。年間販売目標4,300台で消費税抜希望小売価格は920,000円。
1994年6月28日発表、7月7日発売
1994年モデルへの一部変更を実施。
- ビキニカウルを装着し車体色をブラック一色としたCB1000スーパーフォアT2を消費税抜希望小売価格は940,000円で追加
- リヤスプロケットを42丁→43丁へ変更
- ホイールベースを1,540mm→1,535mmへ短縮
- ハザードランプを搭載
- クラッチレバーをライダーの手の大きさに合わせて調整可能なアジャスタブルタイプに変更。
- リヤサスペンションのリザーバータンク付きダンパーを従来の5段階イニシャル調整機構に加え圧側・伸び側それぞれに減衰力を4段階で調整可能のフルアジャスタブル式に変更
- フリントブレーキディスクローターのインナーローターをデザイン変更し若干の軽量化

1996年1月17日発表、2月10日発売
スーパーフォア車体色に初の単色となるスパークリングシルバーメタリックを追加。
- 同モデルは、前後ブレーキキャリパー・リヤサスペンションリザーバータンクをゴールド塗装とし、従来からのツートーンモデルと差別化を図った
- 希望小売価格は価格は30,000円安の890,000円

### 海外向け輸出仕様
ヨーロッパ・北米へ輸出されたが日本国内向け仕様とは以下の差異がある。
- ドライブチェーンを525→530へサイズアップ
- キャブレターのスロットルポジションセンサーは未装着
- 車名は単にCB1000[注 2]
- カラーリングは最初期型より黒単色の設定あり
- アルミ製グラブバーを標準装備[注 3]
- フルスケール260km/hスピードメーター[注 4]
- ヨーロッパ向けはロングリヤフェンダーを装着
- 北米向けは車両基準に合わせた車体側面リフレクター装備
- アメリカでのスラングを考慮しサイドカバーのPROJECT BIG-1デカールは省略

なお海外向け輸出仕様の最高出力は98psであるが、これは測定方法の違いならびに当時の日本国内に存在した出力自主規制によるものであり、実際には日本国内向け仕様とほぼ同じである。